# Guerra da Independência da Argentina
Denomina-se Guerra de Independência da Argentina ou das Províncias Unidas do Rio da Prata ao conjunto de combates e campanhas ocorridos durante as guerras de independência hispano-americanas que ocorreram em diversos países da América do Sul, dos quais participaram as forças militares das Províncias Unidas do Rio da Prata, um Estado que sucedeu ao Vice-Reino do Rio da Prata e que antecedeu a República Argentina.
Os grupos que se confrontaram nestes conflitos são conhecidos como patriotas e realistas (monarquistas), já que tratou-se de um confronto entre quem defendia a autodeterminação de sua pátria e aqueles que defendiam a continuidade da dependência da América espanhola do rei da Espanha.
Somente uma parte menor destes confrontos se deu no território da Argentina atual. A maior parte ocorreu nos territórios do antigo Vice-Reino do Rio da Prata, e que ao fim da guerra ficaram de fora das Províncias Unidas, ou em outras regiões do continente que nunca pertenceram a esse vice-reino, tal como o Chile, Peru e Equador. Não obstante, em todos os casos considera-se que os grupos que se enfrentaram lutavam não só pela situação de destes territórios, mas também pela soberania nacional sobre o território que havia pertencido ao Vice-Reino da Prata. Também houve confrontos marítimos, em algumas ocasiões em águas muito distantes do continente americano.

## Frentes militares
Podem ser destacadas três frentes militares principais:[carece de fontes?]
- a frente oriental ou do litoral, sobre os rios da bacia do Praia, que inclui campanhas no Paraguai, na Banda Oriental, na Mesopotâmia argentina e os combates navais do Rio da Prata e seus afluentes;
- a frente norte, com combates nas províncias do Alto Peru e a Intendência de Salta do Tucumán;
- e a frente dos Andes, que inclui a ação ofensiva sobre as posições monarquistas na Capitania Geral do Chile, no Vice-Reino do Peru e na Presidência de Quito (Equador).

## Consequências
A guerra durou quinze anos e terminou com a vitória dos independentistas, que conseguiram consolidar a independência da Argentina, e colaboraram para a independência de outros países da América do Sul. A declaração da independência das então Provincias Unidas na América do Sul foi proclamada em 9 de julho de 1816 mediante um Congresso reunido na cidade de San Miguel de Tucumán, na casa que era propriedade de Francisca Bazán de Laguna, que foi declarada Monumento Histórico Nacional em 1941.
Em 25 de maio de 1810, a República Argentina iniciou o caminho de unificação, mas foi no ano de 1816 que a nação se libertou. No início deste ano a situação das províncias Unidas era de dificuldade econômica, a instabilidade política, marcada por diversos conflitos internos e a ameaça latente de uma ofensiva espanhola desde o norte do território. Diante desses problemas, os planos de independência dos nacionalistas foram seriamente afetados. Porém, convocaram os deputados das diferentes províncias a um Congresso em Tucumán, que foi a cidade escolhida para a reunião se devido ao sentimento antiportenho da maioria das províncias, que buscavam a todo custo limitar o poder centralizador de Buenos Aires. O Congresso de Tucumán começou suas sessões no dia 24 de março de 1816, onde foram realizadas diversas discussões entre os diferentes representantes, que manifestaram não só os interesses políticos de cada uma das províncias e suas posturas sobre o caminho a ser tomado para o benefício de todas.[carece de fontes?]
Os debates se estenderam até 9 de julho de 1816, quando a pedido do deputado jujenho Teodoro Sánchez de Bustamante se discutiu o projeto de Declaração da Independência da Argentina. Nesse dia, o secretário Juan José Paso, representante de Buenos Aires, tomou a palavra e perguntou aos congressistas se queriam “que as Províncias da União fossem uma nação livre e independente dos reis da Espanha e sua metrópole”. Todos os deputados aprovaram por aclamação a proposta e depois cada um ratificou seu voto. Por último, assinaram a Ata da Independência neste mesmo dia.[carece de fontes?]
No dia 9 de julho de 1816, as Províncias Unidas na América do Sul declararam formalmente sua independência da coroa espanhola, concluindo um complexo processo revolucionário de seis anos e iniciando outro, também complexo, que levaria a conformação da Nação Argentina. No ano de 1825, estas províncias trocaram sua denominação pela de Províncias Unidas do Rio da Prata. Finalmente, a Constituição de 1826 instaurou o nome de Nação Argentina.[carece de fontes?]